# Йохан Якоб I фон Валдбург-Цайл
Йохан Якоб I фон Валдбург-Цайл (на немски: Yohann Jakob I von Waldburg-Zeil; * 2 август 1602; † 18 април 1674) е фрайхер на Валдбург, имперски граф на Цайл (1628) и господар на Траухбург, Вурцах, Волфек и Валдзее.

## Биография
Той е син на имперски трушсес Фробен фон Валдбург-Цайл (1569 – 1614), фрайхер на Валдбург, граф на Цайл, господар на Цайл и Вурцах, и втората му съпруга фрайин Анна Мария фон Тьоринг-Жетенбах (1578 – 1636), дъщеря на фрайхер Ханс Файт фон Тьоринг-Жетенбах (1524 – 1582) и фрайин Анна Сибила фон Ламберг (1560 – 1621). Правнук е на автора на „Хрониката на графовете фон Цимерн“ граф Фробен Кристоф фон Цимерн (1519 – 1566).
На 7 септември 1628 г. във Виена Йохан Якоб I е издигнат на имперски граф на Цайл от император Фердинанд II.
Йохан Якоб I фон Валдбург-Цайл умира на 71 години на 18 април 1674 г.

## Фамилия
Йохан Якоб I фон Валдбург-Цайл се жени на 22 ноември 1621 г. за графиня Йохана фон Волкенщайн-Тростбург († 20 август 1680), дъщеря на граф Кристоф Франц фон Волкенщайн-Тростбург (1567 – 1633) и графиня Мария фон Еберщайн в Ной-Еберщайн. Те имат десет деца:
- Леополд фон Валдбург-Цайл (* 18 август 1622; † юли 1636, Дилинген)
- Паул Якоб фон Валдбург-Цайл (* 18 януари 1624; † 24 март 1684, Илерайхен), граф на Цайл, господар на Траухбург, женен на 26 януари 1657 г. за графиня Амалия Луция ван ден Бергх (* 25 април 1633; † 15 март 1711)
- Анна Мария фон Валдбург-Цайл (* 3 август 1625), омъжена на 21 октомври 1640/1654 г. за граф Йохан Доминик фон Волкенщайн, фрайхер фон Тростберг и Нойхаус († 1676)
- Мария Йохана фон Валдбург-Цайл (* 24 април 1627; † 2 ноември 1691), омъжена I. на 14 юни 1647 г. за граф Хайнрих Йохан фон Бубна-Литиц († 1683), II. 1656 г. за барон Франц фон Моргант, III. за фрайхер Бернхард фон Оберн († 1684)
- Мария Катарина фон Валдбург-Цайл (* 17 април 1629; † 1703), омъжена на 26 ноември 1651 г. за Пиетро конте Цако
- Мария Франциска фон Валдбург-Цайл (* 16 април 1630; † 5 ноември 1693), монахиня в Есен (1653), в „Св. Урсула“ в Кьолн (1666), прьопстин в Есен (1690), абатиса на Бухау (1692 – 1693)
- Йохан Фробен Игнац фон Валдбург-Цайл (* 27 юли 1631; † 27 септември 1693, Аугсбург, погребан в Айхщет), домхер в Аугсбург (1649), Айхщет (1651), домкустос в Аугсбург (1671), пропст на Визенщайг
- Кристоф фон Валдбург-Цайл (* 14 август 1632; † млад)
- Мария Клара фон Валдбург-Цайл (* 10 август 1634; † 2 декември 1690), монахиня в Хайлигенкройцтал (С. Мария Йозефа)
- Себастиан Вунибалд фон Валдбург-Цайл (* 31 януари 1636; † 15 юни 1700, Виена), граф на Валдбург-Цайл в Марщетен, имперски трушсес, императорски таен съветник и президент на имперския дворцов съвет, женен I. на 24 януари 1673 г. за алтграфиня Мария Катарина Максимилиана фон Залм-Райфершайт (* 2 април 1651; † 22 март 1687, Франкфурт на Майн), II. на 2 февруари 1690 г. за фрайин Ева Мария Анна Констанция фон Ламберг (* 17 май 1659; † 13 март 1721)